# Arbeiterstimme (Breslau)
Die Arbeiterstimme war eine deutschsprachige Zeitung, die von 1951 bis 1958 im seit 1945 polnischen Breslau erschien.

## Hintergrund
Mit der polnischen Annexion und der Vertreibung der Deutschen brach das deutsche Zeitungswesen hier zusammen. In einigen Regionen wurden aber Deutsche als unverzichtbare Fachkräfte zurückgehalten.

## Erscheinungsform
Die Zeitung erschien von 1951 bis 1958 und war lange Zeit eine der wenigen fremdsprachigen Publikationen für nationale Minderheiten in Polen. Ab dem 11. Juni 1951 erschien die Zeitung zuerst wöchentlich, von Juli 1955 bis zur letzten Ausgabe im April 1958 schließlich als Tageszeitung. Für Niederschlesien und Ermland-Masuren erschienen teils Lokalausgaben. 1957 soll die Auflage der Arbeiterstimme bei 27.000 Exemplaren gelegen haben. Nachfolgerin war Die Woche in Polen, die jedoch schon nach wenigen Monaten Weihnachten 1958 eingestellt wurde. Das Aus für die Zeitung kam, weil die Regierung durch sie eine zu große Stärkung der übrig gebliebenen deutschen Volksgruppe befürchtete.

## Merkmale
Wie im gelenkten Pressewesen des Ostblocks üblich, wurden in der Arbeiterstimme seitenlang Reden der Parteigrößen Polens und der Sowjetunion dargeboten. Besonders war, dass der verbliebenen deutschen Bevölkerung im Besonderen vorgeführt werden sollte, wie angenehm und glücklich ihr Leben in Polen ist. In vielen Beiträgen wird versucht, die Einbindung der verbliebenen deutschen Minderheit in die polnische Nachkriegsgesellschaft zu dokumentieren. In weiten Teilen Niederschlesiens hatten bis 1945 fast ausschließlich Deutsche gelebt, von denen insbesondere im Raum Waldenburg (Wałbrzych) deutsche Bergleute als unabkömmliche Fachkräfte in den 1950er Jahren verblieben waren. So wurden etwa deutsche Bergleute zitiert, die ihre Verbundenheit mit Polen zum Ausdruck bringen und von Gleichberechtigung am Arbeitsplatz oder in den Möglichkeiten zur Bewahrung der Identität als Deutsche berichten.